# エドブルガ (小惑星)
エドブルガ (413 Edburga) は、小惑星帯に位置する典型的な小惑星である。
マックス・ヴォルフがハイデルベルクで発見した。命名の由来は不明である。